# Львівська Хвиля
«Львівська Хвиля» — регіональна україномовна радіостанція, яка веде мовлення у Львові та Львівській області, а також частково у Хмельницькій, Рівненській та Волинській областях. З вересня 2019 року розпочалось мовлення у Донецькій області, але згодом припинене.

## Історія
У 1930-х роках у Львові виникла перша в Західній Україні комерційна радіостанція, що іменувалися «Львівська Хвиля». 11 серпня 1992 року, як данина історичній пам'яті було створено першу на теренах пострадянського простору комерційну незалежну радіостанцію «Львівська хвиля». За словами Віктора Іваницького, директора радіостанції,:«Бізнес започатковують кілька фанатиків, стартуючи всього на всього з 50-ти доларів». З того часу веде безперервне мовлення 24 години на добу.
«Львівська Хвиля» одна з перших почала транслювати програми української служби BBC.
16 листопада 2011 року Національна рада України з питань телебачення і радіомовлення переоформила ліцензії «Львівської хвилі» в зв'язку зі зміною власників, керівника, складу редакційної ради та програмної концепції. Станція відмовилася від годинної ретрансляції в добу програм BBC, внаслідок зниження обсягу програм іноземного виробництва і відповідного зростання національного. Прямим наслідком стало зниження до 1,5 годин на добу обсягу інформаційно-публіцистичних програм, і формат радіостанції став розважально-інформаційним замість інформаційно-розважального.
В кінці квітня 2014 року радіостанція приєдналася до проведеного компанією GfK на замовлення індустріального об'єднання «Радіокомітет» дослідження радіослухання в містах-мільйонниках України. Дане дослідження необхідно для визначення актуальної аудиторії і роботи з немісцевими рекламодавцями. Договір діяв до кінця 2014 року. На думку керівника «Радіокомітету» Катерини М'ясникової, на Львівщині склалася нетипова ситуація, так як місцеві регіональні станції «Львівська Хвиля» та «FM Галичина» є повноцінними конкурентами мережевих гравців.
«Львівська Хвиля» з 2014 року розпочала активну волонтерську діяльність — за допомогою слухачів було зібрано кошти і витрачено їх на спецобладнання для військових. З початку 2015 року «Львівська хвиля» стала одним із співорганізаторів доброчинної ініціативи «Частинка себе» Львівська хвиля (Львів, Україна), Іруаз Україна (Брест, Франція), Ініціатива Є (Київ, Україна). В рамках ініціативи на реабілітацію до Франції протягом літа 2015 року поїхало 8 сімей загиблих в АТО військових.
У Страсний тиждень з 14 по 18 квітня 2014 року в радіоефірі виходив спеціальний проект «Небесна сотня. Львівщина», присвячений учасникам Небесної сотні з Львівської області. Автори присвятили кожному з них окрему програму, в ході якої поспілкувалися з їх сім'ями і друзями.
11 серпня 2017 року Львівська хвиля відзначила своє 25-річчя.

## Формат ефірного мовлення
Радіостанція «Львівська хвиля» працює у форматі  CHR TOP-100(Contemporary Hit Radio) & Oldies це поєднання сучасної музики з добре перевіреними хітами за останні 30-ть років. 80 % ефіру радіостанції становить музика, 20 % — інформаційні програми. Цільовою аудиторією радіостанції є люди у віці 20-55 років.  «Львівська хвиля» максимально відкрита до української музики, 50 % контенту віддається саме україномовній музиці. Одна із особливостей радіостанції — повна відсутність пісень російською мовою.

## Програми
| - «Все Й Одразу» - «Серфінг шоу» - «Та Ти Шоу» - «Двоє з Перцем» - «На Канапі» - «Веселий Тостер» - «Вітамін» - «Момент Істини» - «На живо» - «Добре знати» - «Автонавігатор» - «Базікало» - «Наші» - «Без проблем» - «Хай-тек» - Новини «Акценти» | - «Спорт сервіс» - «Своя сорочка» - «Українська Формула»» - «Хронограф» - «Ґлянець» - «Щастя в долонях» - «Хронологія успіху» - «Музика з шухлядок і не тільки» - «Оксамитова ніч» - «Є нагода» - «Духовна Мандрівка» - «Ігри розуму» - «Факти, що змінили світ» - «ФДР ТОП 40» - «Jazz Pro» - «World Chart Show (Світовий Радіочарт)» - «Weekend morning show» |

## Ведучі
- Андрій Великий — ведучий програми «Все й одразу».
- Влодко Лучишин — ведучий програми «Все й одразу».
- Назар Гнатів — ведучий програми «Все й одразу».
- Василина Арде — ведуча програми «Аперитив».
- Євгенія Науменко  — ведуча програми «Аперитив».
- Шльома — ведучий програми «Двоє З Перцем».
- Андрій Антонюк — ведучий програми «Двоє З Перцем».
- Віра Пузенко — ведуча рубрик «Наші», «Добре знати», «Факти, що змінили світ» та інших.

- Ірина Шубінець - ведуча програми новин «Акценти».
- Оксана Тучак - ведуча програми новин «Акценти».
- Злата Новосельська - ведуча програми новин «Акценти».
- Анастасія Хвалько - ведуча програми новин «Акценти».

## Колишні ведучі
- Тарас Гаврик — ведучий програми «Серфінг шоу».
- Доцик — ведучий програми «Двоє З Перцем».
- Володимир Мельник — ведучий програм «Та Ти Шоу», «Ґлянець».
- Віталій Сиротяк — ведучий програми «Та Ти Шоу».
- Ігор Лильо — ведучий програми «Хронограф».
- Леся Горошко — ведуча програми «Своя сорочка».
- Ігор Мосесов — ведучий програм «Jazz Pro» та «Музика з шухлядок і не тільки».
- Маріанна Фіртка — ведуча програм «Базікало», «Наші».
- Юрій Шивала — ведучий програми «Є нагода!», «Weekend morning show».

- Марта Оліярник - ведуча програми новин «Акценти».

## Власники
З 2004 року радіостанція змінила кілька власників: після колишнього начальника львівської міської податкової Мирослава Хом'яка вона перейшла до президента компанії «Інтермаркет» Романа Шлапака, і за станом на 2008 рік належала місцевому підприємця Петру Димінському. Новий власник слабо втручається в редакційну політику свого активу, його єдиною вимогою стало приділення більшої уваги до футбольного клубу «Карпати», який йому належить.
З червня 2011 року власником радіостанції є ТОВ «Тернопільська інвестиційна компанія», основним власником якої є Ярослав Кривошия — тесть Мирослава Хом'яка, на той момент — директор департаменту екології та природних ресурсів Львівської ОДА.
У середині листопада 2011 року компанію залишив директор і співвласник Сергій Нестеров, директором і членом редакційної ради радіостанції став Віктор Іваницький. Крім нього до редакційної ради входять Ярослав Кривошея, виконавчий директор Володимир Лучишин та Андрій Маринюк. Єдиним власником «Львівської хвилі» стало ТОВ «Тернопільська інвестиційна компанія».

## Рейтинги
Перше соціологічне дослідження аудиторії радіостанція розпочала ще у 1997 році. Першими партнерами була компанія «Соціоінформ», згодом «Львівська хвиля» стала партнером Соціологічної групи «Рейтинг».
За даними дослідження «Радіокомітету» з 31 березня по 13 липня 2014 року, Львівська Хвиля зайняла 2 місце серед радіостанцій міста Львів з найвищим рейтингом і з найбільшим середньо тижневим охопленням, її рейтинг склав 1,73 %.
У 2015 році міжнародна компанія GfK Ukraine провела дослідження, згідно з яким «Львівська хвиля» утримує місце лідера регіону (близько чверті населення слухає саме цю радіостанцію).

## Скандали
26 вересня 2013 року зі ТРК «Львівська хвиля» звільнилися п'ять журналістів (екскерівник служби інформації радіо «Львівська Хвиля» Ірина Мартинюк, журналісти Вікторія Прихід, Святослав Драбчук, Дмитро Кумар, і звільнена за день до цього без пояснення причин репортер і випусковий редактор інформаційної служби Ірина Сало), які становлять відділ новин. в складі п'яти журналістів. Сталося це через конфлікт з керівником суспільно-інформаційних програм Оксаною Колодрубець, що представляє інтереси власника в колективі, і, на думку журналістів, що заважає роботі станції своїм непрофесіоналізмом. При цьому вона не мала чітко прописаних посадових інструкцій. Директор ТРК «Львівська хвиля» Віктор Іваницький заявив про те, що між дирекцією та журналістами немає ніякого конфлікту, а рішення про звільнення пов'язане з амбіціями співробітників відділу новин. 28 вересня близько тридцяти працівників радіостанції зажадали відставки Оксани Колодрубець і відновлення п'ятьох співробітників служби новин.
В результаті сторони прийшли до компромісу: Оксана Колодрубець подала заяву про звільнення за власним бажанням, а журналістам, яких не відновили на роботі, запропонували взяти участь у конкурсі на вакансії.
За результатами конкурсу в листопаді 2013 року на заміщення вакантних посад, які брали участь в ньому журналістів Дмитра Кумара і Вікторію Прихід за результатами співбесід так і не відновили на роботі. При цьому сам конкурсний набір нової служби новин «Львівської хвилі» був визнаний недійсним через те, що її власники не повністю врахували рішення експертів.

## Покриття
Антена, що розташована на висоті 70 м над землею та передавач (на частоті 100,8 МГц) потужністю 1 кВт забезпечує прийом стереосигналу у межах Львова та області. Також станція мовить у селищах Шацьк та Зарічне, а також у містах Горохів, Борислав, Сколе, Нововолинськ, Кам'янець-Подільський.
У вересні 2019 року Львівська хвиля отримала дозвіл на тимчасове мовлення в Гірнику Донецької області. Станом на зараз мовлення немає, тимчасовий дозвіл закінчився.
Закреслений текст - станція не мовить.

### Волинська область
- Горохів — 89,4 FM
- Нововолинськ — 105,0 FM
- Шацьк — 89,6 FM
- Ковель — 87,7 FM
- Любешів — 102,6 FM
- Любомль — 90,3 FM
- Олика — 98,8 FM

### Житомирська область
- Малин — 100,9 FM
- Олевськ — 88,9 FM

### Івано-Франківська область
- Городенка — 105,3 FM
- Мала Тур'я (Долина) — 101,5 FM

### Львівська область
- Львів — 100,8 FM
- Борислав — 91,7 FM
- Сколе — 104,4 FM
- Підбуж (Дрогобич) — 98,0 FM

### Рівненська область
- Зарічне — 107,1 FM
- Сарни — 98,1 FM

### Хмельницька область
- Кам'янець-Подільський — 105,7 FM
- Полонне — 107,5 FM
- Славута — 100,0 FM